# Perfectly Damaged
Perfectly Damaged è il sesto album in studio del cantante svedese Måns Zelmerlöw, pubblicato nel 2015.

## Tracce
1. Stir It Up – 3:24
2. Heroes – 3:10
3. Someday – 3:13
4. Live While You're Alive – 3:00
5. Let It Burn – 3:49
6. Should've Gone Home – 3:30
7. Fade Away – 3:29
8. Hearts Collide – 3:49
9. The Core of You – 3:18
10. Unbreakable – 3:14
11. Kingdom in the Sky – 3:58
12. What's in Your Eyes (featuring Tilde Vinter) – 3:50